# Банадасп

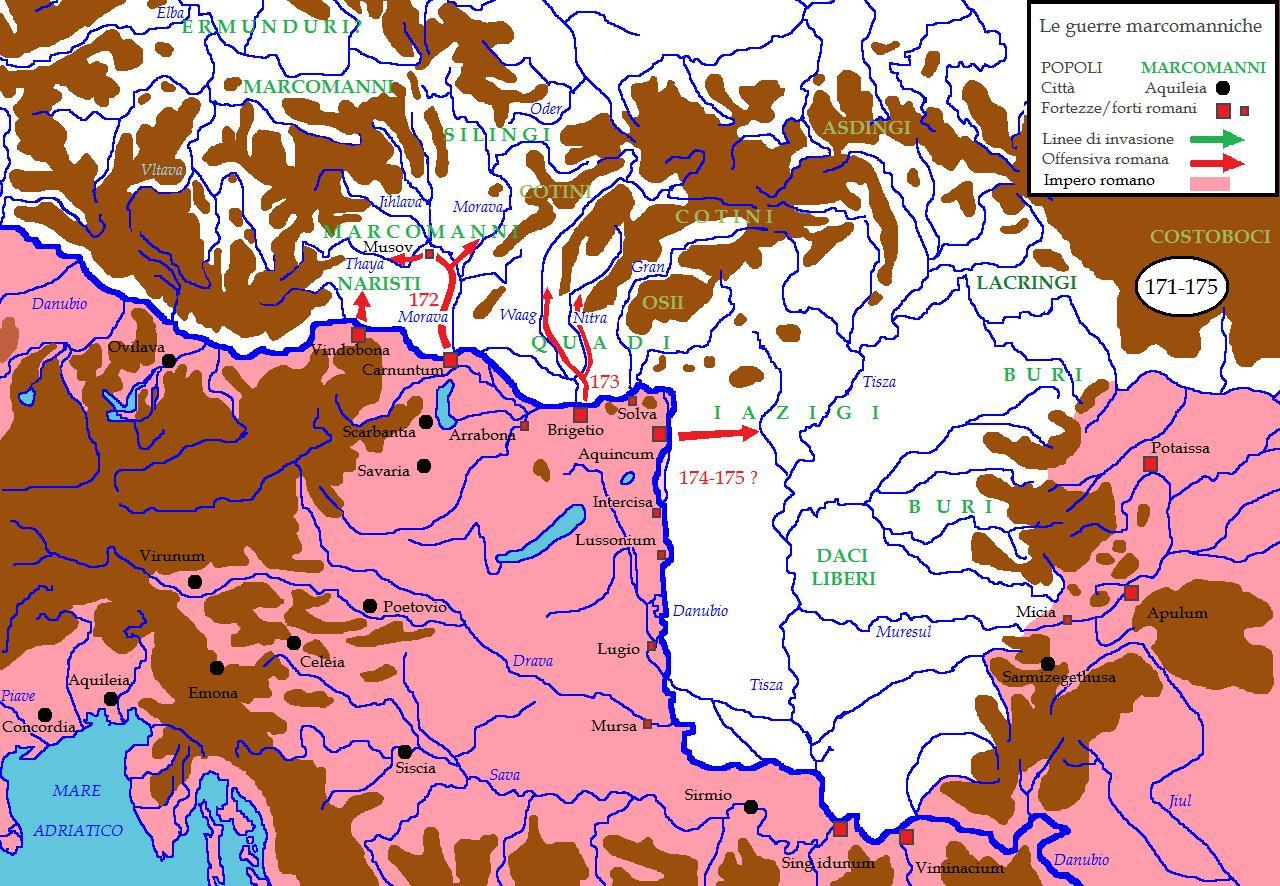
Макроманія та Сарматія у 171-175 роках

Банадасп (лат. Banadaspus, грец. ανάδασπον) був князем язигів 2-го сторіччя у Панонії. Про нього коротко згадує грецький історик Діон Кассій.
Його ім'я походить від староіранського *wanat-aspa що означає "переможний кінь".
Банадасп брав участь у війні проти різних наддунавських варварських народів, як то квади, маркомани й даки, а також з Римською імперією.
Правив до 174 року після Р. Х.. Його було повалено й ув'язнено власним народом після спроби досягти мирної угоди з римським імператором Марком Аврелієм.    
Наступним правителем язигів став Зантік.. Його римляни побили його сили, й зрештою, він попросив їх про мир.

### Цитати;
1. ↑  Iaroslav Lebedynsky (2002). Les Sarmates : Amazones et lanciers cuirassés entre Oural et Danube, VIIe siècle av. J.-C.-VIe siècle apr. J.-C., éditions Errance. Paris. с. 254.
2. ↑  Mócsy, 2014, с. 190.
3. ↑  Lynam, 1850, с. 513.
4. ↑  Garzetti, 2014, с. 498.
5. ↑  Також відомий як Зантікос, Зантік, Зантіс (грецька: αντικοῦ).

### Книги;
- Mócsy, András (8 квітня 2014). Pannonia and Upper Moesia (Routledge Revivals): A History of the Middle Danube Provinces of the Roman Empire. Routledge. ISBN 978-1-317-75425-1.
- Lynam, Robert (1850). The History of the Roman Emperors: From Augustus to the Death of Marcus Antoninus (вид. 2nd). Simpkin, Marshall & Company. ISBN 9781276504232.
- Garzetti, Albino (2014). From Tiberius to the Antonines (Routledge Revivals): A History of the Roman Empire AD 14-192. Routledge. ISBN 9781317698449.